# Cella Monte
Cella Monte är en ort och kommun i provinsen Alessandria i regionen Piemonte i Italien. Kommunen hade 499 invånare (2018).